# Скворцов, Викентий Григорьевич
Вике́нтий Григо́рьевич Скворцо́в (28 октября 1941, Ендоба, Комсомольский район, Чувашская АССР, СССР – 5 мая 2014, Чебоксары, Россия) — советский и российский химик, ведущий специалист в области химии кислородных соединений бора. Основатель научной школы «Химия бор-, азот-, фосфорорганических соединений (БАФОС)». Доктор химических наук (1990), профессор (1991). Заслуженный деятель науки Чувашской ССР (1991).

## Биография
Викентий Григорьевич Скворцов родился 28 октября 1941 года в деревне Ендоба Комсомольского района Чувашской АССР.
Окончил Первомайскую среднюю школу (село Первомайское Батыревского района) в 1958 году, биолого-химический факультет Чувашского государственного педагогического института имени И. Я. Яковлева в 1963 году и аспирантуру при кафедре неорганической химии Московского областного педагогического института имени Н. К. Крупской в 1968 году. В том же году досрочно защитил кандидатскую, а в 1990 году докторскую диссертации. 
После окончания института два года работал учителем химии в сельской школе. По окончании аспирантуры — старшим преподавателем, доцентом кафедры химии ЧГПИ имени И. Я. Яковлева (ныне ЧГПУ), заведующим кафедрой химии, проректором по научной работе. С 2006 года — профессор кафедры химии и биосинтеза. Будучи проректором по научной работе приложил немало усилий для открытия в вузе научно-исследовательского сектора, аспирантуры по ряду специальностей и диссертационных советов по защите кандидатских и докторских диссертаций. 
Скворцов — ведущий специалист в области химии кислородных соединений бора, является основателем научной школы «БАФОС». Исследования в области химии амино- и амидоборатов получили признание не только внутри страны, но и за рубежом. Он является автором более 700 научных работ, из которых 159 изданы в журналах Академии наук СССР, Российской академии наук, в зарубежных странах. Имеет 28 авторских свидетельств СССР, более 40 патентов РФ на изобретения. Опубликовал 21 учебное пособие для вузов, 2 монографии.
Скворцов В. Г. умело сочетал активную научно-исследовательскую работу с педагогической деятельностью, на высоком научно-теоретическом и методическом уровне читал лекции. Под его руководством студенты и аспиранты не раз становились призёрами научных конференций и конкурсов различного уровня. 
Викентий Григорьевич активно участвовал в общественной жизни: был депутатом Чебоксарского горсовета двух созывов, являлся секретарём избирательной комиссии по выборам Верховного Совета СССР по Бауманскому избирательному округу города Москвы, заместителем председателя ЦИК по выборам народных депутатов и первого Президента Чувашской Республики, членом Комиссии при Президенте Чувашской Республики по государственным премиям в области науки и техники, членом Коллегии Минобразования Чувашии, членом Президиума Чувашского республиканского правления Всесоюзного химического общества имени Д. И. Менделеева. Более 15 лет возглавлял местком ЧГПИ имени И. Я. Яковлева. Являлся членом редколлегии журнала «Вестник ЧГПУ им. И. Я. Яковлева» серия «Естественные и технические науки».
Умер 5 мая 2014 года.

## Область научных интересов
Тройные гетерогенные системы, фосфорорганические соединения, алифатические амиды и амины, комплексные соединения, синтез, строение, свойства, структурная химия, физико-химические исследования, сельское хозяйство. Руководил разработкой более 20 высокоэффективных, малотоксичных, экологически чистых присадок, моющих, закалочных, консервационных средств, смазочно-охлаждающих жидкостей и стимуляторов роста растений.

## Педагогическая деятельность
Читал лекции и вёл лабораторно-практические занятия по неорганической и аналитической химии, физико-химическим методам исследования. Под его научным руководством подготовлены 17 кандидатских и 4 докторские диссертации.

## Награды и звания
- Медаль «Ветеран труда»[3];
- нагрудный знак «Отличник просвещения СССР» (1984)[4];
- нагрудный знак «Отличник народного просвещения РСФСР»[3];
- нагрудный знак «Изобретатель СССР» (1985)[4];
- Заслуженный деятель науки Чувашской Республики (1991)[5];
- Соросовский профессор (2001)[4];
- Государственная научная стипендия Президента Российской Федерации (1994-1996)[6].

## Выборочная библиография
- Цеханский Р. С., Молодкин А. К., Скворцов В. Г. Строение атомов и молекул: Учебное пособие. — М.: Издательство Университета дружбы народов, 1985. — 79 с.
- Михайлов В. И., Скворцов В. Г. Основы коррозии и защиты металлов. — Чебоксары: Чувашский государственный педагогический университет им. И. Я. Яковлева, 2004. — Т. 1. — 241 с. — ISBN ISBN 5-88297-097-0.
- Скворцов В. Г. Взаимодействие борной кислоты и боратов с минеральными солями // Журнал неорганической химии. — 1985. — Т. 30, № 9. — С. 2341—2352.
- Скворцов В. Г. Взаимодействие борной кислоты и боратов с органическими производными аммиака // Журнал неорганической химии. — 1986. — Т. 31, № 12. — С. 3163—3172.
- Скворцов В. Г., Цеханский P. C., Молодкин А. К., Дружинин И .Г. Влияние органических кислот на равновесие борат-ионов в водных растворах // Доклады Академии наук СССР. — 1988. — Т. 302, № 2. — С. 349—350.
- Цеханский Р. С., Акбердина Р. Х., Скворцов В. Г. Причина повышенной физиологической активности раствора БАМС и оптимальная концентрация его при формировании урожая гречихи // Агрохимия : журнал. — 1974. — № 6. — С. 135—137.
- Ершов М. А.,  Камаев Е. В.,  Скворцов В. Г. Тиосемикарбазидогидроксиэтилидендифосфоновый комплекс и его ингибиторные свойства // Бутлеровские сообщения : журнал. — 2013. — Т. 35, № 9. — С. 14—20.
- Скворцов В. Г.,  Ершов М. А.,  Камаев Е. В.,  Цыпленкова А. Ю. Сравнительное изучение антикоррозионных свойств аминоборатов // Бутлеровские сообщения : журнал. — 2013. — Т. 36, № 10. — С. 114—122.
- Цыпленкова А. Ю.,  Кольцова О. В.,  Лобанов Н. Н.,  Ершов М. А.,  Скворцов В. Г. Физико-химические системы из дикарбоновых кислот, аминоспирта и воды при 25°С // Бутлеровские сообщения : журнал. — 2013. — Т. 36, № 11. — С. 146—155.